# Стин, Паприка
Кирстин «Паприка» Стин (дат. Kirstine «Paprika» Steen; род. 3 ноября 1964, Фредериксберг, Дания) — датская актриса и кинорежиссёр.

## Биография
Родилась 3 ноября 1964 года в Фредериксберге, Дания, в семье музыканта и дирижёра Нильса Йоргена Стина и актрисы Ави Сагильд. С 1988 по 1992 год училась в театральной школе Оденсе, а в 1997 году была принята в труппу Королевского датского театра. В 2000 году за роль в фильме «Один единственный» была удостоена премии «Бодиль». В 2002 году стала лауреатом ещё двух премий «Бодиль» и двух премий «Роберт» за роли в картинах «О’кей» и «Открытые сердца». В 2004 году дебютировала в качестве режиссёра с картиной «Пусть маленькие дети…».

## Избранная фильмография
| Кино  | Кино                             | Кино                    | Кино       |
| Год   | Фильм                            | Режиссёр                | Примечания |
| ----- | -------------------------------- | ----------------------- | ---------- |
| 1996  | Величайшие герои                 | Томас Винтерберг        |            |
| 1998  | Торжество                        | Томас Винтерберг        |            |
| 1998  | Идиоты                           | Ларс фон Триер          |            |
| 1999  | Последняя песня Мифуне           | Сёрен Краг-Якобсен      |            |
| 1999  | Один единственный                | Сюзанна Бир             |            |
| 2002  | О’кей                            | Йеспер В. Нильсен       |            |
| 2002  | Открытые сердца                  | Сюзанна Бир             |            |
| 2005  | Адамовы яблоки                   | Андерс Томас Йенсен     |            |
| 2008  | Не бойся меня                    | Кристиан Левринг        |            |
| 2009  | Аплодисменты                     | Мартин Зандвлиет        |            |
| 2010  | Всё будет снова хорошо           | Кристофер Боэ           |            |
| 2011  | Суперкласико                     | Оле Кристиан Мадсен     |            |
| 2012  | Любовь — это всё, что тебе нужно | Сюзанна Бир             |            |
| 2012  | Пока горят огни                  | Айра Сакс               |            |
| 2014  | Тихое сердце                     | Билле Аугуст            |            |
| 2017– | В заложниках                     | Кристиан Е. Кристиансен | ТВ-сериал  |
| 2018  | Город и город                    | Том Шенкленд            | телефильм  |
| 2019  | Домино                           | Брайан Де Пальма        |            |